# Caterham CT-01
O CT-01, é o modelo de monoposto de corrida da equipe Caterham F1 Team para a temporada 2012 de Fórmula 1. O projeto foi coordenado por Mike Gascoyne e em Dezembro de 2011 foi anunciado que havia sido aprovado no crash test da FIA. Após ter imagens do modelo vazadas na internet, a apresentação oficial aconteceu no dia 26 de janeiro.
A grande novidade em relação ao seu antecessor, é o dispositivo KERS, utilizado pela equipe Red Bull na temporada anterior e também o mesmo conjunto de câmbio.
O piloto italiano Jarno Trulli elogiou o carro após o último dia de treinos de pré-temporada realizados em Jerez de la Frontera. Segundo Truli, o modelo é uma evolução em relação ao anterior e demonstrou confiabilidade.